# Tribulocarpus
Genre
Classification phylogénétique
Tribulocarpus S.Moore est un genre de plante de la famille des Aizoaceae.
Tribulocarpus S.Moore, in J. Bot. 59: 228 (1921)
Type : Tribulocarpus dimorphantha (Pax) S.Moore (Tetragonia dimorphantha Pax)

## Liste des espèces
Tribulocarpus S.Moore est, à ce jour, un genre monotype.
- Tribulocarpus dimorphantha (Pax) S.Moore